# Lettonie
République de Lettonie
(lv) Latvijas Republika
La Lettonie (en letton : Latvija), en forme longue la république de Lettonie (en letton : Latvijas Republika) est un État souverain d'Europe du Nord dont le territoire s'étend sur le flanc oriental de la mer baltique. Le territoire possède des frontières terrestres avec la Russie et la Biélorussie à l'Est et est entouré par l'Estonie au nord et la Lituanie au sud.
La Lettonie est une république unitaire dotée d'un régime parlementaire. Elle a pour capitale Riga et pour langue officielle le letton. En juillet 2023, la population de la Lettonie est d'environ 1,82 million d'habitants.
D'abord habité par des peuples fenniques apparentés aux finnois/estoniens au VIe millénaire av. J.-C. puis des tribus baltes depuis le IVe millénaire av. J.-C., le territoire de la Lettonie connait un âge viking avant d'être colonisé et christianisé par des moines-soldats allemands lors des croisades baltes. Durant le Moyen Âge, les Allemands asservissent les populations indigènes et développent le commerce sur la mer Baltique. Tout au long de l'histoire, le pays est convoité par les puissances voisines : Pologne, Suède puis Russie, qui envahissent tour à tour le pays tout en s'alliant avec le pouvoir local allemand. L'influence tardive du libéralisme et du nationalisme romantique dans cette région d'Europe pousse les indigènes baltes à s'émanciper des tutelles allemandes et russes puis à développer un sentiment national letton unifié à partir du XIXe siècle. Profitant de l'instabilité consécutive à la révolution russe, les Lettons créent leur propre État à partir de 1918. La République de Lettonie est reconnue par les grandes puissances après la victoire dans sa guerre d'indépendance contre la Russie bolchévique en 1920. Lors de la Seconde Guerre mondiale, la population lettone est victime de persécutions et de crimes de masse perpétrés tant par l'Union soviétique que par l'Allemagne nazie. L'URSS occupe et annexe illégalement le territoire jusqu'en 1991, date à laquelle la Lettonie retrouve son indépendance.
La Lettonie réintègre à partir des années 1990 la sphère d'influence européenne. Elle rejoint l'Union européenne et l'OTAN à partir de 2004. La Lettonie est également membre de la zone euro, de l'ONU, de l'Organisation mondiale du commerce (OMC), du Conseil de l'Europe, de l'espace Schengen, de l'OCDE ou encore du Conseil des États de la mer Baltique, et est observateur au Conseil nordique et à l’Organisation internationale de la francophonie.
Pays de culture balte possédant un folklore, une origine et une langue proches de celles de la Lituanie, la Lettonie a également reçu des apports de la culture nordique fennique des indigènes lives apparentés aux peuples voisins estoniens, et a été influencée par la culture allemande dominante pendant des siècles,,. Elle est politiquement liée à ses voisins : l'Estonie et la Lituanie, avec lesquelles elle est engagée dans la lutte contre l’impérialisme russe,,,. Malgré sa population déclinante et son statut de petite nation, la Lettonie est un pays développé avec un Indice de développement humain élevé (39e sur 191 pays) et sa capitale Riga constitue le principal centre économique des pays baltes.

## Géographie

### Localisation, frontières et superficie
La Lettonie se situe sur les rives orientales de la mer Baltique, à l'extrémité orientale de l'Europe géopolitique (hors Russie), sur l'axe Nord-Sud qui s'étend de la Finlande (dont elle est séparée par le Golfe de Finlande), à la Lituanie. Le pays possède des frontières terrestres avec l'Estonie au nord, la Russie à l'est et la Lituanie au sud, et des frontières maritimes avec l'Estonie, la Lituanie et la Suède. L'État balte est compris entre le 55e parallèle nord et le 58e parallèle nord ainsi qu'entre le 20e méridien est et le 29e méridien est. Il s'étend sur une superficie totale de  64 559 km2, dont  62 157 km2 de terres et et 2 402 km2 d'eaux intérieures. La superficie terrestre se répartit en 2022 entre 32 819 km2 zones forestières, 15 781 km2 de terres agricoles, 8 837 km2 de prairies, 3 950 km2 de zones humides et 3 147 km2 de zones urbaines.
La longueur totale des frontières lettones s'élève à 1 866 km, dont 1 368 km de frontières terrestres. Ces dernières se divisent entre 343 km partagés avec l'Estonie au nord, 276 km avec la fédération de Russie à l'est, 161 km avec la Biélorussie au sud-est et 588 km avec la Lituanie au sud. La longueur totale de sa frontière maritime est de 498 km, partagée avec l'Estonie, la Suède et la Lituanie. Le pays s'étend sur  210 km du nord au sud et de 450 km d'ouest en est.

### Géologie, topographie et hydrographie
La Lettonie, située à l'extrémité occidentale de la plaine d'Europe orientale, dans la grande plaine européenne, se caractérise par des territoires plats avec des reliefs peu élevés. L'altitude moyenne du pays est de 87 mètres, tandis que le point culminant du pays est Gaiziņkalns, culminant à 311,6 m  au-dessus du niveau de la mer. Le pays se divise entre la partie continentale à l'est de la rivière Lielupe qui coule dans la plaine de Sémigalie, et la péninsule de Courlande à l'ouest de celle-ci.
Le réseau hydrographique de la Lettonie s'articule autour des 12 400 cours d'eau du pays. Les plus importants sont la Daugava qui prend sa source en Russie et qui passe par la Biélorussie, d'une longueur totale de 1 005 km, dont 352 km sur le territoire letton, et la Gauja, qui prend sa source dans les collines de Vizdeme et qui se jette dans le golfe de Riga, d'une longueur de 452 km, faisant de ce dernier le plus long cours d'eau sur le territoire. Le pays est divisé en sept bassins hydrographiques, avec celui de la Dauvaga, qui couvre plus d'un quart du pays avec les rivières Aiviekste, Dubna et Ogre ; le bassin de la Velikaïa, un affluent majeur du lac Peïpous ; le bassin de la Gauja presque entièrement situé en Lettonie ; le bassin de la Salaca, prenant sa source au lac de Burtnieki, dans le nord du pays ; le bassin de la Lielupe qui irrigue la partie la plus fertile du pays, avec de nombreux affluents comme la Mēmele, la Iecava et la Svēte. Le bassin de la Venta couvre en Lettonie une partie de la Courlande, avec comme affluent majeur l'Abava, et deux bassins plus petits recouvrent respectivement les rives occidentales et orientales du golfe de Riga.
La Lettonie compte environ 2 250 lacs, d'une superficie totale cumulée d'environ 850 km2, sans compter les plus de 10 000 lacs d'une superficie inférieure à 1 ha. Plus d'un tiers des lacs en Lettonie se situent dans les collines de Latgale dans le sud-est du pays. Son plus grand lac, le lac Lubans, d'une superficie de 80,7 km2, se trouve dans le bassin de la rivière Daugava. Son lac le plus profond, lac Drīdzis, a une profondeur de 65,1 m. De nombreux barrages ont été construits sur les cours d'eau lettons pour contrôler les inondations et à des fins hydroélectriques, avec actuellemen plus de 550 réservoirs parsemant le territoire. Trois grands barrages ont été construits sur la Daugava avec trois réservoirs, celui de Ķegums d'une superficie de 25 km2, celui de Plavinas d'une superficie de 35 km2 ainsi que celui de Riga d'une superficie de 42 km2.

### Préservation de l'environnement
La pollution aquatique tend à diminuer depuis la fin de l'époque soviétique, tendance marquée par la baisse de la concentration moyenne d'azote dans les fleuves Dauvaga, Gauja et Venta. Seulement la Lielupe subit une concentration d'azote plus élevée en raison de l'activité agricole intensive dans son bassin. En 2016, légèrement plus de la moitié des étendues d'eau sont considérées comme ayant une qualité écologique bonne ou élevée.

## Histoire
À partir du XIIIe jusqu'au XVIe siècle, le territoire qui correspond aujourd’hui à la Lettonie, qui s'étendait en Livonie et en Courlande, était la possession des chevaliers teutoniques de l'ordre de Livonie. Au XVIIe siècle, il faisait partie de la Pologne et de la Suède depuis 1625. Le roi suédois Gustave II fonda, en 1632, l'université de Tartu (en allemand : Dorpat) ainsi qu'une cour d'appel à Tartu, tandis que le journal officiel du gouvernement suédois publiait l'une de ses éditions à Riga en letton. Au début de 1655, le roi suédois réclama des barons balto-allemands l'allégeance à la couronne suédoise.
Au XVIIIe siècle, la Livonie et la Courlande font partie de l'Empire russe par le traité de Nystad : l’actuelle Lettonie est composée du gouvernement de Courlande et d'une partie du gouvernement de Livonie. La domination traditionnelle des grands propriétaires germano-baltes et la langue allemande (langue administrative avec le russe jusqu'en 1917) ont cependant été conservées dans le pays.
Au cours de la guerre civile en Russie (1917-1922), la plupart des divisions militaires lettonnes (créées pendant la Première Guerre mondiale) combattirent contre l'Allemagne aux côtés des bolcheviks. Toutefois par la signature du traité de Brest-Litovsk le 3 mars 1918, la Russie soviétique cède les États baltes à l'Empire allemand. Selon ce traité, le territoire de la Lettonie aurait dû être annexée par le Reich, mais la défaite allemande du 11 novembre 1918 lui permet de déclarer pour la première fois son indépendance qui est reconnue internationalement en 1919 (République de Lettonie, 1918-1940).
En juin 1940, durant la Seconde Guerre mondiale, elle est d'abord envahie, comme le prévoyaient les clauses secrètes du Pacte germano-soviétique (en même temps que les deux autres pays baltes), par l'URSS après un « plébiscite » organisé pour donner à l'annexion de la Lettonie une apparence de légitimité. Les États-Unis et la plupart des pays non-communistes membres de l'ONU, ainsi que, par la suite, le Parlement européen,,, la CEDH et le Conseil des droits de l'homme de l'ONU n'ont pas reconnu l'incorporation de la Lettonie parmi les quinze républiques socialistes soviétiques et ont continué à la reconnaître de jure comme État souverain,,.
Quelque 70 000 Lettons furent déportés par les Soviétiques et seule une minorité survécut au goulag ; ils furent remplacés après la guerre par des colons russes. Beaucoup de Lettons se réfugièrent dans la campagne ou en formant un « maquis » letton.
L'Allemagne nazie envahit la Lettonie en 1941. Les maquisards lettons sont alors organisés en milices paysannes pour lutter contre les partisans des Soviétiques. Accusés en bloc d'avoir soutenu les Soviétiques, environ 70 000 juifs lettons furent assassinés en Lettonie durant la Seconde Guerre mondiale, par des Einsatzgruppen allemands mais aussi par des unités paramilitaires et les forces de police auxiliaires lettones. D'autres Lettons ont choisi de rejoindre l'Armée rouge (cf. affaire Kononov (en)).
L'Armée rouge a réoccupé à partir de 1944 la Lettonie, que l'URSS annexa sous le statut de république socialiste soviétique. À la fin de la guerre, un grand nombre de familles lettones trouvèrent refuge en Suède puis en Allemagne, aux États-Unis, au Canada et en Australie.
Pendant l'occupation soviétique, la lutte armée par les maquisards lettons continua jusqu'à la mort de Joseph Staline en mars 1953. Pour priver la résistance lettone de ses approvisionnements, les Soviétiques lancèrent un programme de collectivisation forcée des fermes. En 1949, une seconde vague de déportations eut lieu : 42 133 personnes furent déportées à Krasnoïarsk, Amur, Irkoutsk, Omsk, Tomsk et Novossibirsk en Sibérie (soit 2 % de la population lettone avant la guerre). En même temps, les autorités soviétiques transférèrent des milliers de Russes en Lettonie, dans le cadre d'un programme de russification du pays.
En raison de la politique répressive soviétique d'après-guerre, les conditions d'un libre développement de la culture nationale lettone en dehors de la Lettonie étaient meilleures qu'en Lettonie elle-même.
Redevenue indépendante en 1991, comme la Lituanie et l'Estonie avant même l'effondrement total de l'Union soviétique, la Lettonie n'adhère pas à la CEI. La Lettonie accorde la nationalité et des passeports à la minorité russophone, qui constitue alors un tiers de la population, selon des lois qui furent examinées par une délégation du Conseil européen. Les conditions de naturalisation sont assez draconiennes et un nombre important de Russes sont privés de la citoyenneté et bénéficient d'un simple titre de séjour permanent. Ainsi, le pourcentage de Russes restant sans droits civiques s'établit à près de 11,23 % de la population totale en 2017. Environ 25 000 Russes vivent actuellement en Lettonie.
Du fait de la non-reconnaissance internationale de leur annexion par l'URSS (voir plus haut), les trois pays baltes ont pu, contrairement aux douze autres républiques ex-soviétiques, quitter la sphère d'influence russe, opter pour une politique euro-atlantique et finalement adhérer à l'OTAN en avril 2004, puis à l'Union européenne le 1er mai 2004.
Le 3 juin 2015, Raimonds Vējonis, ancien ministre de l'environnement (2002-2011) puis de la défense (2014-2015), est élu président de la Lettonie pour un mandat de quatre ans, faisant de lui le premier chef d'État d’un parti écologiste dans l'Union européenne.
Selon la radio lettone, en janvier 2024, la société de production militaire lettone « EMJ metals » a entamé une coopération avec le constructeur finlandais de véhicules militaires Patria.

## Politique et administration

### Organisation des pouvoirs
La Constitution date de 1922 et est restaurée en 1993, instaurant une république parlementaire. Le Parlement letton, la Saeima, est unicaméral et comporte cent sièges : il est élu au suffrage universel direct tous les quatre ans.
Le président de la république est élu par les députés de la Saeima pour un mandat de quatre ans. Le vote se déroule à bulletin secret et à la majorité absolue (soit cinquante et une voix minimum sur cent). Son mandat est renouvelable une fois. Le président nomme le Premier ministre, qui forme avec son cabinet le pouvoir exécutif du gouvernement.
Enfin depuis 1996 une Cour constitutionnelle chargée de contrôler la constitutionnalité des lois a été mise en place.

### Politique étrangère et diplomatie

#### Relations avec l'Union européenne

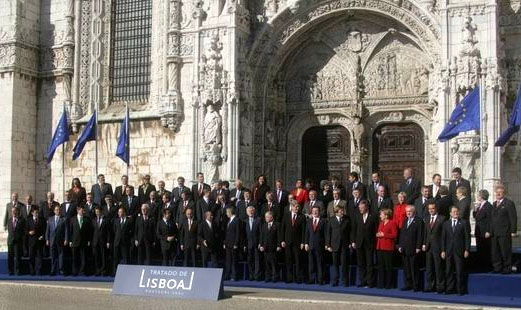
La Lettonie a signé le Traité de Lisbonne en 2007.

La Lettonie compte parmi les États membres de l'Union européenne depuis le 1er mai 2004. Le pays dépose officiellement sa candidature pour l'adhésion aux Communautés européennes le 13 octobre 1995 et les négociations débutent en janvier 2000 à la suite du feu vert donné par le Conseil européen de Helsinki de décembre 1999.
Riga signe à Athènes le 16 avril 2003 le traité d'adhésion aux côtés des autres pays candidats à l'adhésion (Chypre, l'Estonie, la Hongrie, la Lituanie, Malte, la Pologne, la Tchéquie, la Slovaquie et la Slovénie). Le 20 septembre 2003, un référendum sur la ratification par la Lettonie du traité d'adhésion à l'Union européenne donne 67 % de votes favorables contre 32,3 % d'opinions négatives, avec un taux de participation de 72,53 %. Le 1er mai 2004, la Lettonie entre dans l'Union.
L'entrée de la Lettonie dans la zone euro était prévue pour l'année 2008, mais n'a pas été possible en raison de l'importante crise financière de 2008 [réf. nécessaire]. C'est seulement le 1er janvier 2014 que le pays y adhère à la suite d'un vote le 31 janvier 2013 par la Saeima.

#### Relations avec l'Ukraine
La Lettonie et l'Ukraine faisaient partie de l'Union soviétique jusqu'en 1991, et avant 1918 de l'Empire russe.
Le 12 février 1992, les deux pays ont établi des relations diplomatiques.
En janvier 2022, lors de la crise russo-ukrainienne de 2021-2022, la Lettonie a annoncé qu'elle enverrait des systèmes de défense aérienne FIM-92 Stinger en Ukraine. Les systèmes de défense aérienne ont été livrés en février 2022, peu avant l’invasion russe de l’Ukraine. La Lettonie a immédiatement condamné l'invasion russe de l'Ukraine au cours de ses premières heures, s'est déclarée prête à accueillir des réfugiés ukrainiens et a suspendu la délivrance de visas lettons aux citoyens russes.

### Découpage territorial et décentralisation

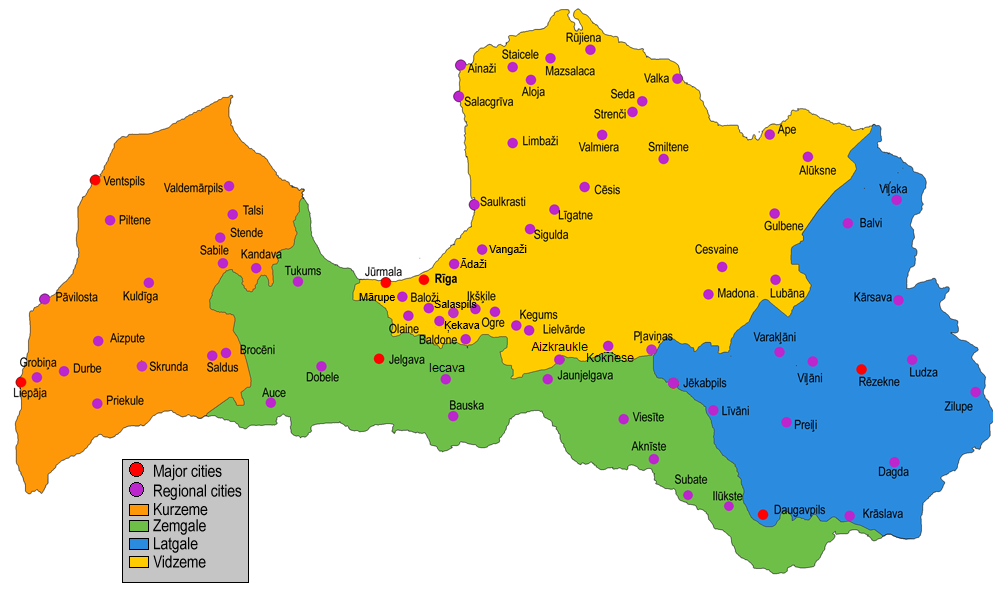
Les quatre régions historiques culturelles lettones.

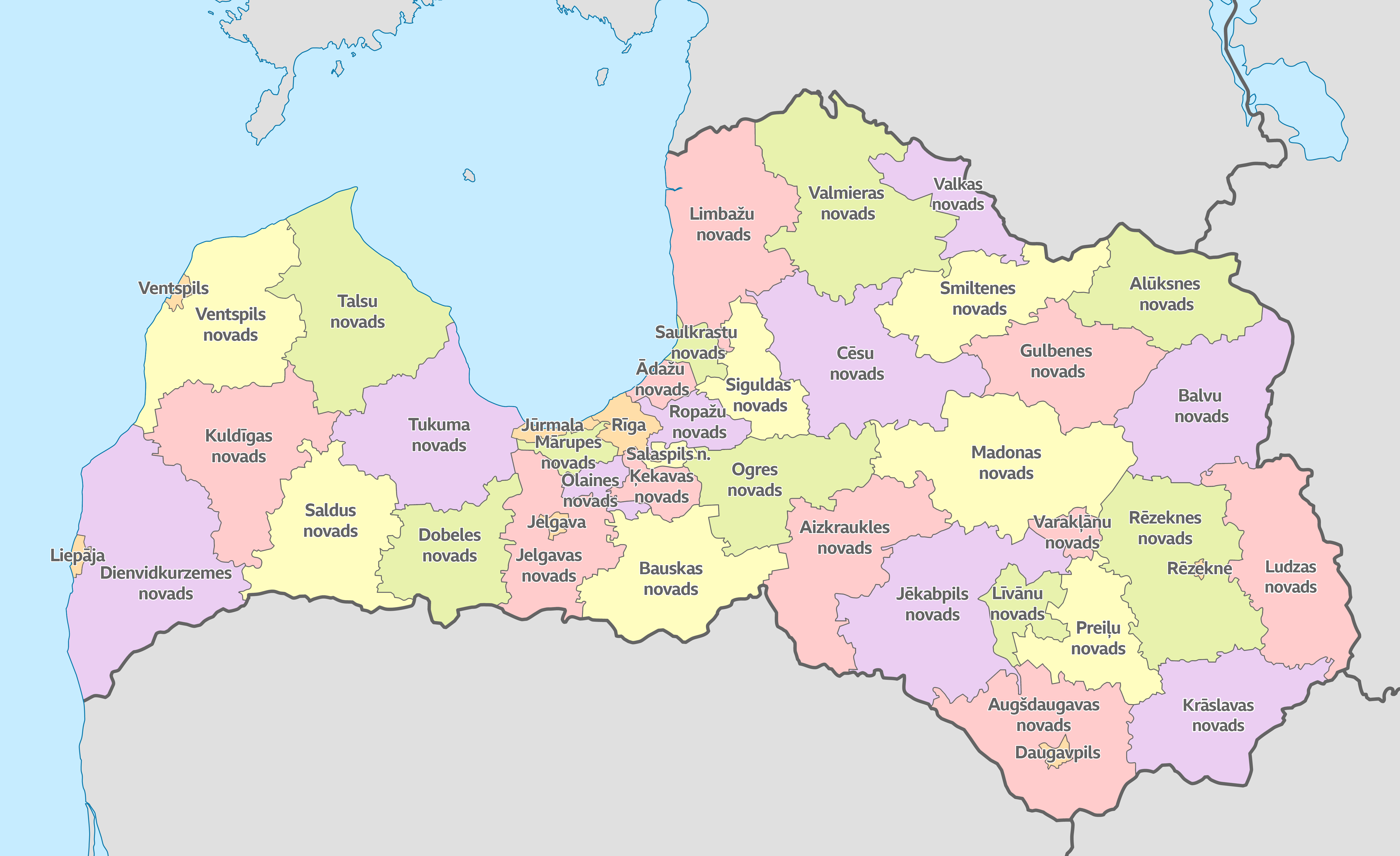
Carte des novadi (en 2021).

La Lettonie est divisée en quatre régions historiques qui ont aussi une valeur administrative secondaire :
- la Sémigalie (Zemgale) au sud ;
- la Courlande (Kurzeme) à l'ouest ;
- la Latgale au sud-est ;
- la Vidzeme au nord.

À compter du 1er juillet 2009, la Lettonie est divisée en 119 municipalités (novads en letton) et neuf villes au statut spécial de la ville républicaine (en letton : republikas pilsētas). Les novadi peuvent être composées de villes et d'une ou plusieurs communes (pagasti).
Jusqu'à cette réforme, la Lettonie était divisée en sept villes républicaines et 26 districts (en letton : rajons), lesquels étaient subdivisés en pagasti.
Chaque subdivision a une sphère d'influence sur les différents aspects du service public et perçoit une partie des impôts sur le revenu payés par les personnes enregistrées dans la subdivision.

#### Villes
| Blason    | Nom        | Municipalité | Pop. (2011) | Pop. (2022) |
| --------- | ---------- | ------------ | ----------- | ----------- |
|           | Riga       | Riga         | 658 640     | 605 802     |
|           | Daugavpils | Daugavpils   | 93 312      | 79 120      |
|           | Liepāja    | Liepāja      | 76 731      | 67 360      |
|           | Jelgava    | Jelgava      | 59 511      | 54 694      |
|           | Jurmala    | Jurmala      | 50 840      | 50 561      |
|           | Ventspils  | Ventspils    | 38 750      | 32 955      |
|           | Rēzekne    | Rēzekne      | 32 328      | 26 481      |
|           | Valmiera   | Valmiera     | 25 130      | 22 757      |
|           | Ogre       | Ogres        | 24 840      | 22 872      |
|           | Jēkabpils  | Jēkabpils    | 24 635      | 21 418      |
|           | Tukums     | Tukuma       | 18 402      | 16 528      |
|           | Salaspils  | Salaspils    | 17 099      | 17 808      |
|           | Cēsis      | Cēsu         | 16 764      | 14 766      |
|           | Olaine     | Olaines      | 12 023      | 10 224      |
|           | Kuldīga    | Kuldīgas     | 11 761      | 9 974       |
|           | Saldus     | Saldus       | 11 396      | 9 520       |
|           | Dobele     | Dobeles      | 10 331      | 8 647       |
|           | Talsi      | Talsu        | 10 266      | 8 712       |
|           | Bauska     | Bauskas      | 9 508       | 9 755       |
|           | Krāslava   | Krāslavas    | 9 112       | 7 086       |
| Sources,: |            |              |             |             |

## Population et société

### Démographie

#### Évolution démographique
La Lettonie comptait 1 986 096 habitants au 1er janvier 2015, dont environ 60 % de Lettons, une forte minorité russe (25 %) et plusieurs autres minorités (15 %). Comme celle de la plupart des pays de l'Europe du Nord membres de l'ex-Union soviétique,, la population de la Lettonie est en déclin depuis le début des années 1990,.
Entre le début des années 2000 et 2021, la population de Lettonie a chuté de 13 %. Il n'est pas rare de trouver dans le pays des villages déserts, des quartiers abandonnés, des écoles vides.
| 1863      | 1897      | 1914      | 1920      | 1925      | 1930      |
| --------- | --------- | --------- | --------- | --------- | --------- |
| 1 240 988 | 1 929 387 | 2 552 000 | 1 596 131 | 1 844 805 | 1 900 045 |

| 1935      | 1943      | 1950      | 1959      | 1970      | 1979      |
| --------- | --------- | --------- | --------- | --------- | --------- |
| 1 950 936 | 1 760 162 | 1 943 146 | 2 079 948 | 2 351 903 | 2 502 816 |

| 1989      | 2000      | 2011      | 2021      | 2023      | - |
| --------- | --------- | --------- | --------- | --------- | - |
| 2 666 567 | 2 377 383 | 2 070 371 | 1 893 223 | 1 891 000 | - |

| Histogramme de l'évolution démographique de la Lettonie |           |
| \| 1863 \| 1 240 988 \| \| 1897 \| 1 929 387 \| \| 1914 \| 2 552 000 \| \| 1920 \| 1 596 131 \| \| 1925 \| 1 844 805 \| \| 1930 \| 1 900 045 \| \| 1935 \| 1 950 936 \| \| 1943 \| 1 760 162 \| \| 1950 \| 1 943 146 \| \| 1959 \| 2 079 948 \| \| 1970 \| 2 351 903 \| \| 1979 \| 2 502 816 \| \| 1989 \| 2 666 567 \| \| 2000 \| 2 377 383 \| \| 2011 \| 2 070 371 \| \| 2021 \| 1 893 223 \| \| 2023 \| 1 891 000 \| |           |
| 1863 | 1 240 988 |
| 1897 | 1 929 387 |
| 1914 | 2 552 000 |
| 1920 | 1 596 131 |
| 1925 | 1 844 805 |
| 1930 | 1 900 045 |
| 1935 | 1 950 936 |
| 1943 | 1 760 162 |
| 1950 | 1 943 146 |
| 1959 | 2 079 948 |
| 1970 | 2 351 903 |
| 1979 | 2 502 816 |
| 1989 | 2 666 567 |
| 2000 | 2 377 383 |
| 2011 | 2 070 371 |
| 2021 | 1 893 223 |
| 2023 | 1 891 000 |

#### Groupes ethniques
| Ethnie      | 1897      | 1897      | 1925      | 1925      | 1935      | 1935      | 1959      | 1959      | 1970      | 1970      | 1979      | 1979      | 1989      | 1989      | 2000      | 2000      | 2011      | 2011      | 2022      | 2022      |
| Ethnie      | Hab.      | %         | Hab.      | %         | Hab.      | %         | Hab.      | %         | Hab.      | %         | Hab.      | %         | Hab.      | %         | Hab.      | %         | Hab.      | %         | Hab.      | %         |
| ----------- | --------- | --------- | --------- | --------- | --------- | --------- | --------- | --------- | --------- | --------- | --------- | --------- | --------- | --------- | --------- | --------- | --------- | --------- | --------- | --------- |
| Lettons     | 1 318 112 | 68,3      | 1 354 126 | 73,4      | 1 467 035 | 76,9      | 1 297 881 | 62,0      | 1 341 805 | 56,8      | 1 344 105 | 53,7      | 1 387 757 | 52,0      | 1 370 703 | 57,7      | 1 284 194 | 62,1      | 1 241 613 | 60,2      |
| Russes      | 232 204   | 12,0      | 193 648   | 10,5      | 168 300   | 8,8       | 556 448   | 26,6      | 704 599   | 29,8      | 821 464   | 32,8      | 905 515   | 34,0      | 703 243   | 29,6      | 556 422   | 26,9      | 503 446   | 24,4      |
| Ukrainiens  | —         | —         | 512       | 0,0       | 1800      | 0,1       | 29 440    | 1,4       | 53 461    | 2,3       | 66 703    | 2,7       | 92 101    | 3,5       | 63 644    | 2,7       | 45 699    | 2,2       | 62 449    | 3,0       |
| Biélorusses | —         | —         | 38 010    | 2,1       | 26 800    | 1,4       | 61 587    | 2,9       | 94 898    | 4,0       | 111 505   | 4,5       | 119 702   | 4,5       | 97 150    | 4,1       | 68 174    | 3,3       | 61 370    | 3,0       |
| Polonais    | 65 056    | 3,4       | 51 143    | 2,8       | 48 600    | 2,6       | 59 774    | 2,9       | 63 045    | 2,7       | 62 690    | 2,5       | 60 416    | 2,3       | 59 505    | 2,5       | 44 783    | 2,2       | 40 389    | 2,0       |
| Lituaniens  | —         | —         | 23 192    | 1,3       | 22 800    | 1,2       | 32 383    | 1,6       | 40 589    | 1,7       | 37 818    | 1,5       | 34 630    | 1,3       | 33 430    | 1,4       | 24 426    | 1,2       | 23 907    | 1,2       |
| Juifs       | 142 315   | 7,4       | 95 675    | 5,2       | 93 400    | 4,9       | 36 592    | 1,8       | 36 680    | 1,6       | 28 331    | 1,1       | 22 897    | 0,9       | 10 385    | 0,4       | 6416      | 0,3       | 7438      | 0,4       |
| Tsiganes    | —         | —         | 2870      | 0,2       | 3800      | 0,2       | 4301      | 0,2       | 5427      | 0,2       | 6134      | 0,3       | 7044      | 0,3       | 8205      | 0,3       | 6452      | 0,3       | 6684      | 0,3       |
| Allemands   | 120 191   | 6,2       | 70 964    | 3,8       | 62 100    | 3,3       | 1609      | 0,1       | 5413      | 0,2       | 3299      | 0,1       | 3783      | 0,1       | 3465      | 0,1       | 3023      | 0,1       | 4939      | 0,2       |
| Estoniens   | —         | —         | 7893      | 0,4       | 6900      | 0,4       | 4610      | 0,2       | 4334      | 0,2       | 3681      | 0,2       | 3312      | 0,1       | 2652      | 0,1       | 2000      | 0,1       | 2012      | 0,1       |
| Lives       | —         | —         | 1268      | 0,1       | 944       | 0,0       | 185       | 0,0       | 48        | 0,0       | 107       | 0,0       | 135       | 0,0       | 180       | 0,0       | 180       | 0,0       | 171       | 0,0       |
| autres      | 51 509    | 2,7       | 5504      | 0,3       | 3256      | 0,2       | 8648      | 0,4       | 13 828    | 0,6       | 16 979    | 0,7       | 29 275    | 1,1       | 24 824    | 1,1       | 26 118    | 1,3       | 111 010   | 5,7       |
| Total       | 1 929 387 | 1 929 387 | 1 844 805 | 1 844 805 | 1 905 936 | 1 905 936 | 2 093 458 | 2 093 458 | 2 364 127 | 2 364 127 | 2 502 816 | 2 502 816 | 2 666 567 | 2 666 567 | 2 377 383 | 2 377 383 | 2 067 887 | 2 067 887 | 2 062 640 | 2 062 640 |

### Sports
- En football, l'équipe nationale lettonne a réussi un exploit lors de sa qualification pour la phase finale de l'Euro 2004 où elle élimina en barrages la Turquie qui était largement favorite et qui restait sur une troisième place lors de la Coupe du monde 2002. Lors de la phase finale, la Lettonie s'est inclinée face aux Pays-Bas et la République tchèque et a tenu en échec l'Allemagne (0-0). Toutefois, la Lettonie n'a depuis pas confirmé les espoirs entrevus. La Lettonie compte dans ses rangs, Igors Stepanovs (Esbjerg fB) qui est passé du côté d'Arsenal, Vitālijs Astafjevs (Skonto Riga) qui détient le record de sélections dans son pays (142), Marians Pahars (Skonto Riga) qui a passé 7 ans en Angleterre à Southampton ou encore Māris Verpakovskis (HNK Hajduk Split), meilleur buteur de l'histoire du pays avec 23 buts et qui a notamment évolué au Dynamo Kiev et au club espagnol de Getafe. En Ligue 2 française, le milieu Jānis Ikaunieks, ancien joueur du FK Liepāja, évolue depuis 2015 au club du FC Metz.
- Depuis l'indépendance du pays en 1990, la Lettonie a connu deux cyclistes de haut niveau, avec tout d'abord au milieu des années 1990, Piotr Ugrumov qui termina deuxième du Tour de France 1994 avec 2 étapes remportées, mais surtout, Romāns Vainšteins au début des années 2000, qui fut champion du monde sur route en 2000 à Plouay et qui termina sur le podium de nombreuses grandes classiques tels Milan - San Remo, Paris - Roubaix, le Tour des Flandres, la Classique de Saint-Sébastien ou encore l'EuroEyes Cyclassics. Aujourd'hui, le cyclisme letton est représenté au haut niveau par Raivis Belohvoščiks, excellent rouleur qui termina notamment quatrième du championnat du monde du contre-la-montre en 1999 et est sept fois champion national de la discipline.
- Le pays est fier de la performance de Māris Štrombergs aux jeux olympiques de Pékin en 2008 où il a décroché une médaille d'or en bicycle motocross ou BMX. Il a réussi à conserver son titre olympique à Londres en 2012.
- La Lettonie possède en hockey sur glace une équipe nationale de bon niveau qui est classé 12e au classement IIFH en 2010 et qui a pour meilleur résultat en championnat du monde un quart de finale en 2000 et 2004. Les joueurs vedettes de l'équipe sont notamment Georgijs Pujacs (HK Lada Togliatti) et Herberts Vasiļjevs (Krefeld Pinguine), qui a évolué dans la LNH.
- Les athlètes les mieux placés au niveau mondial sont Ainārs Kovals (javelot), vice-champion olympique à Pékin et Staņislavs Olijars sur 110 m haies (5e de la finale des JO d'Athènes en 2004 et champion d'Europe à Göteborg en 2006).
- Le tennis est quant à lui devenu en un an un sport populaire en Lettonie grâce au jeune prodige Ernests Gulbis. Ce dernier a réussi sa première grosse performance en se qualifiant pour les 8e de finale de l'US Open 2007, avant de récidiver quelques mois plus tard lors de Roland-Garros 2008 en atteignant cette fois-ci les quarts de finale, où il a été battu par Novak Djokovic, tête de série no 3. En février 2014, il atteint le 10e rang mondial. Chez les femmes, Jelena Ostapenko crée la surprise en remportant le tournoi de Roland-Garros en 2017 et atteint le 5e rang mondial en 2018. Elle devient la première joueuse de tennis lettone à remporter un tournoi du grand chelem en simple.

Galerie de sportifs lettons
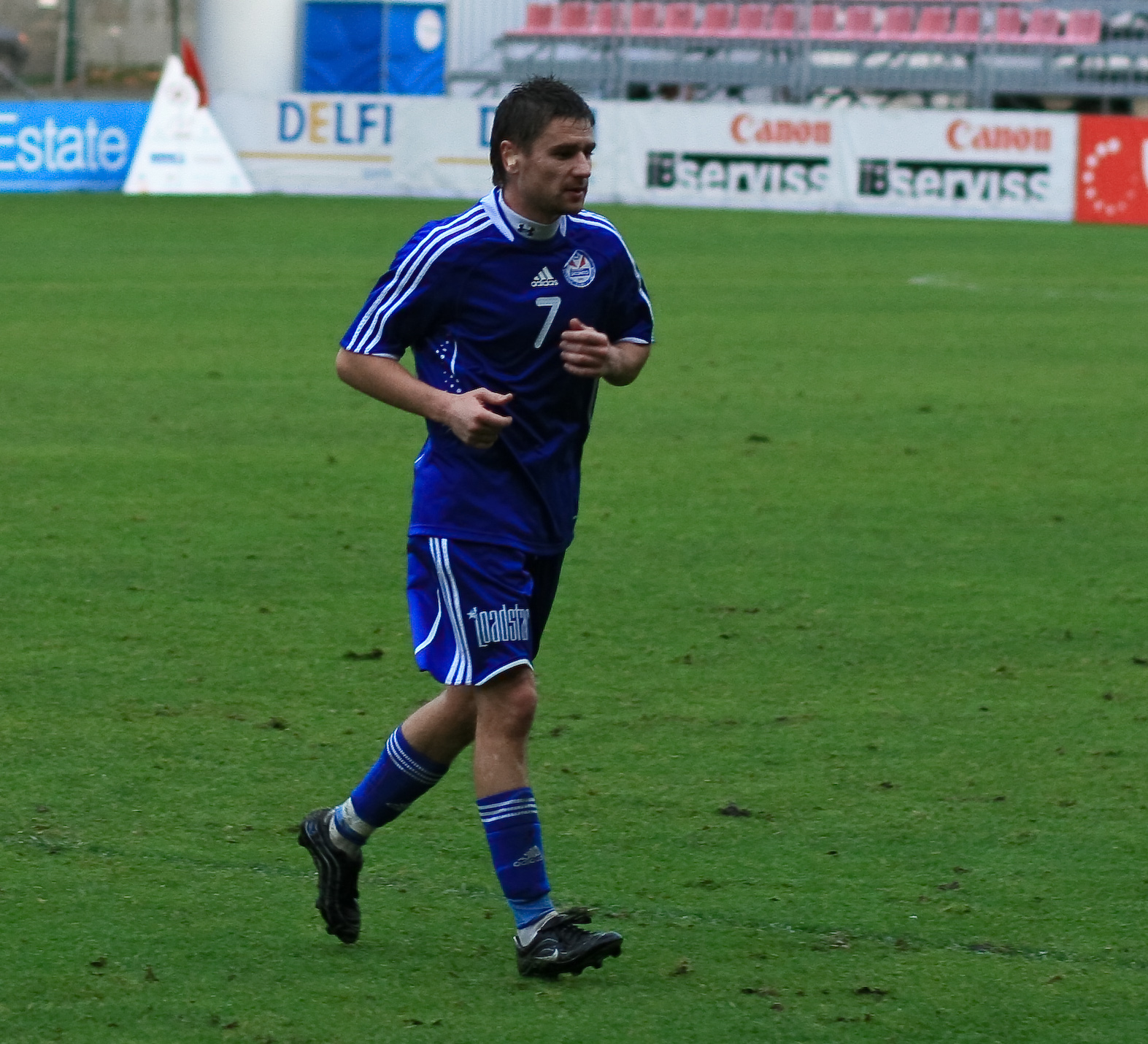
Marians Pahars.
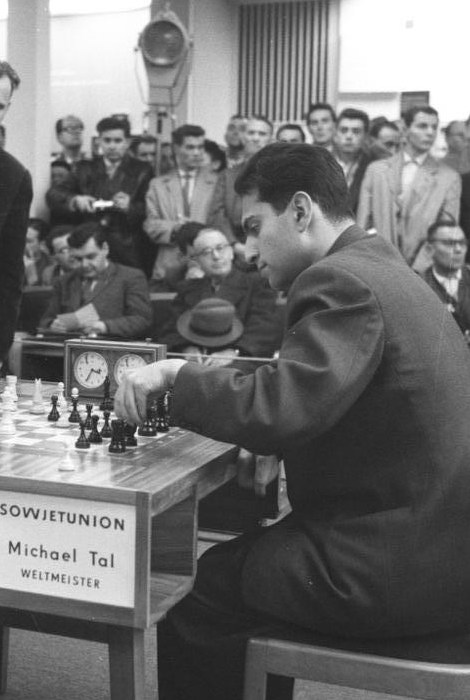
Mikhaïl Tal en 1960.
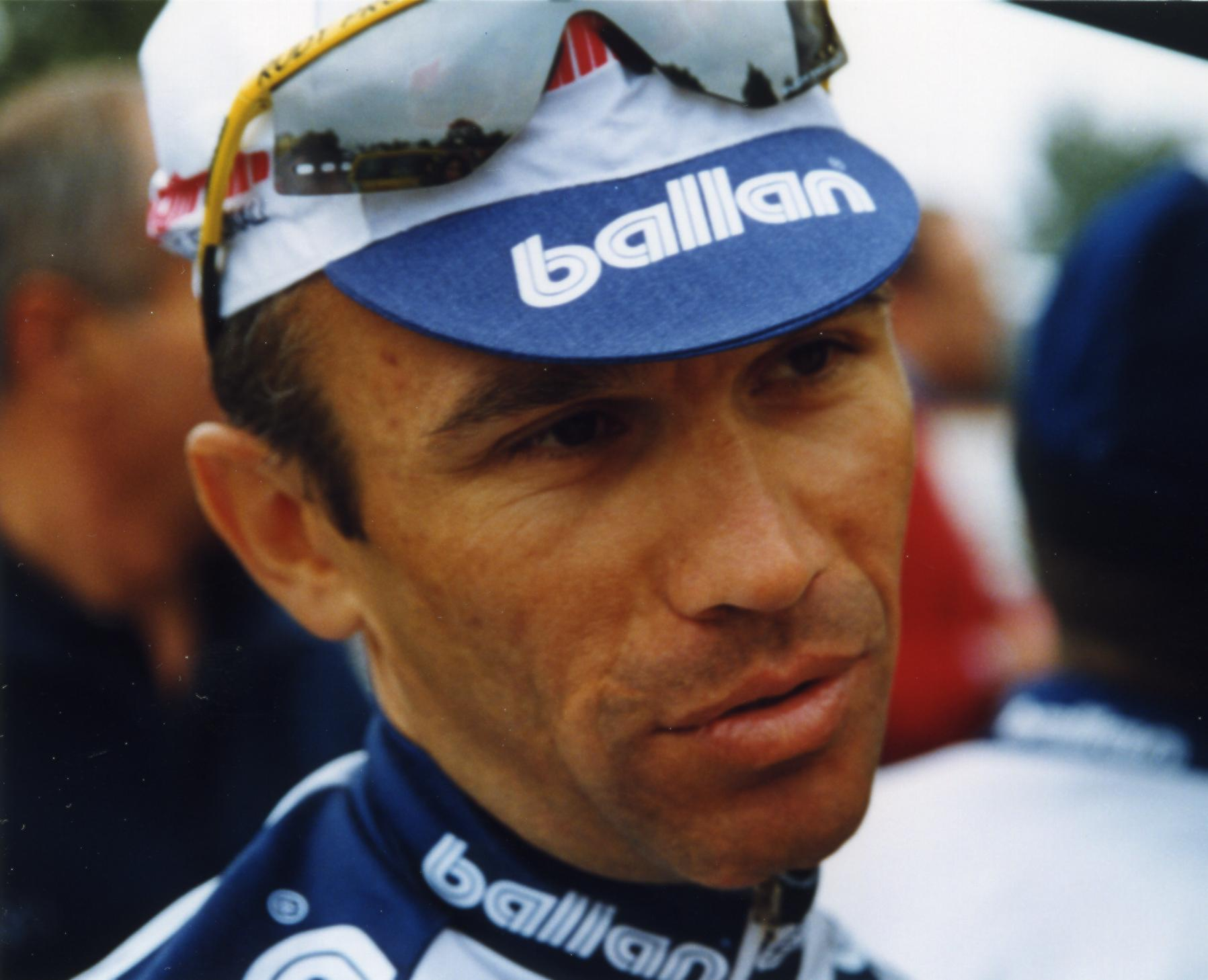
Piotr Ugrumov.
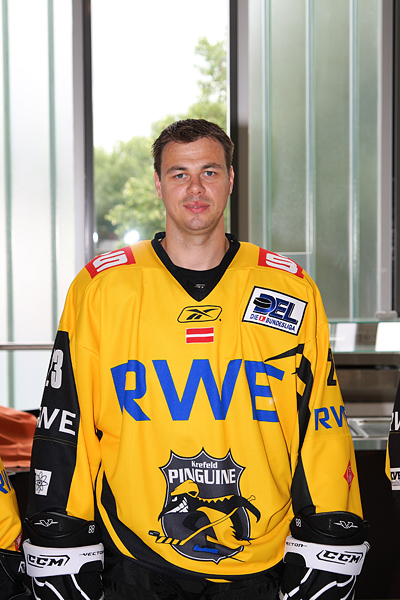
Herberts Vasiļjevs.
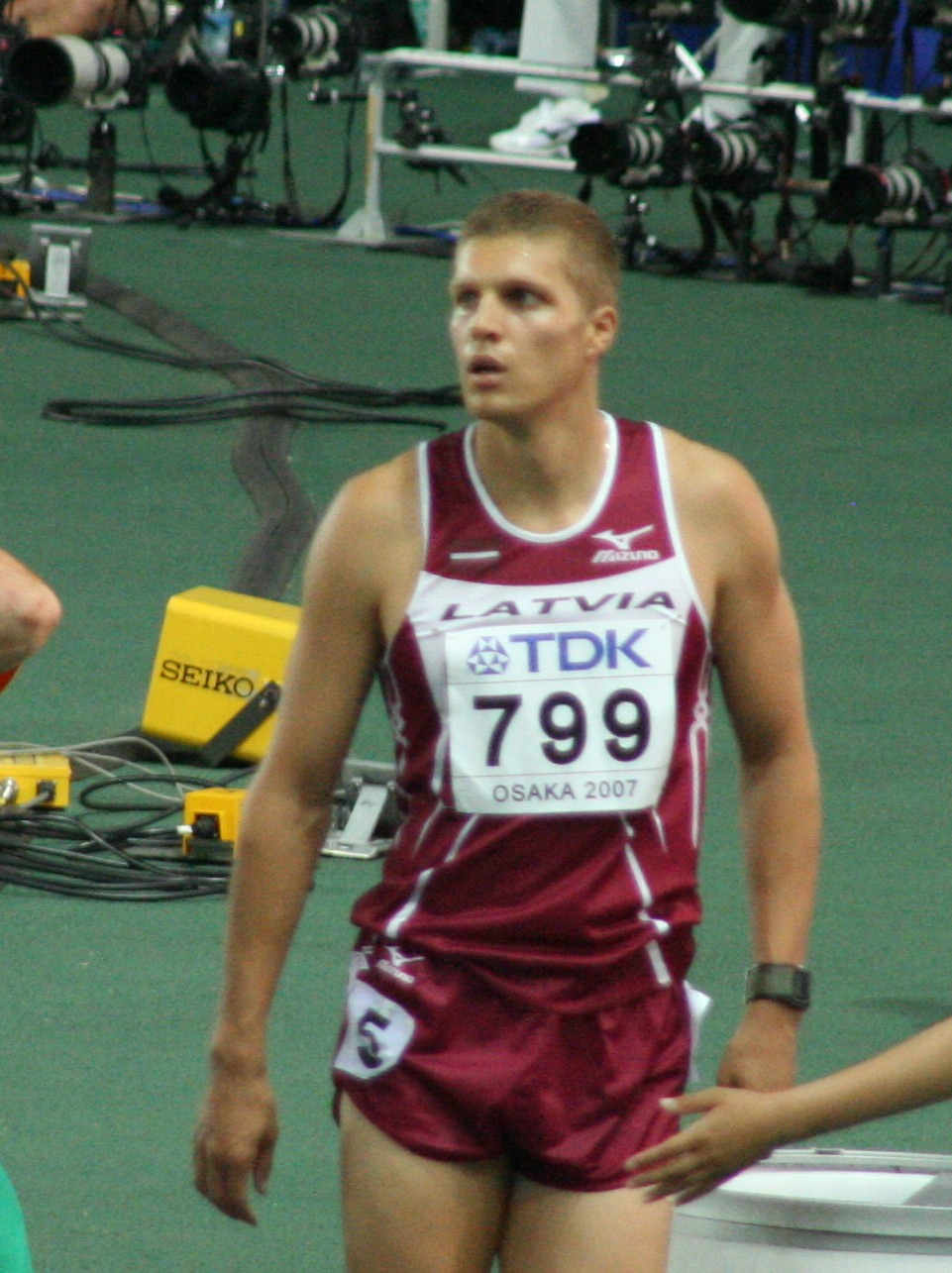
Staņislavs Olijars en 2007.
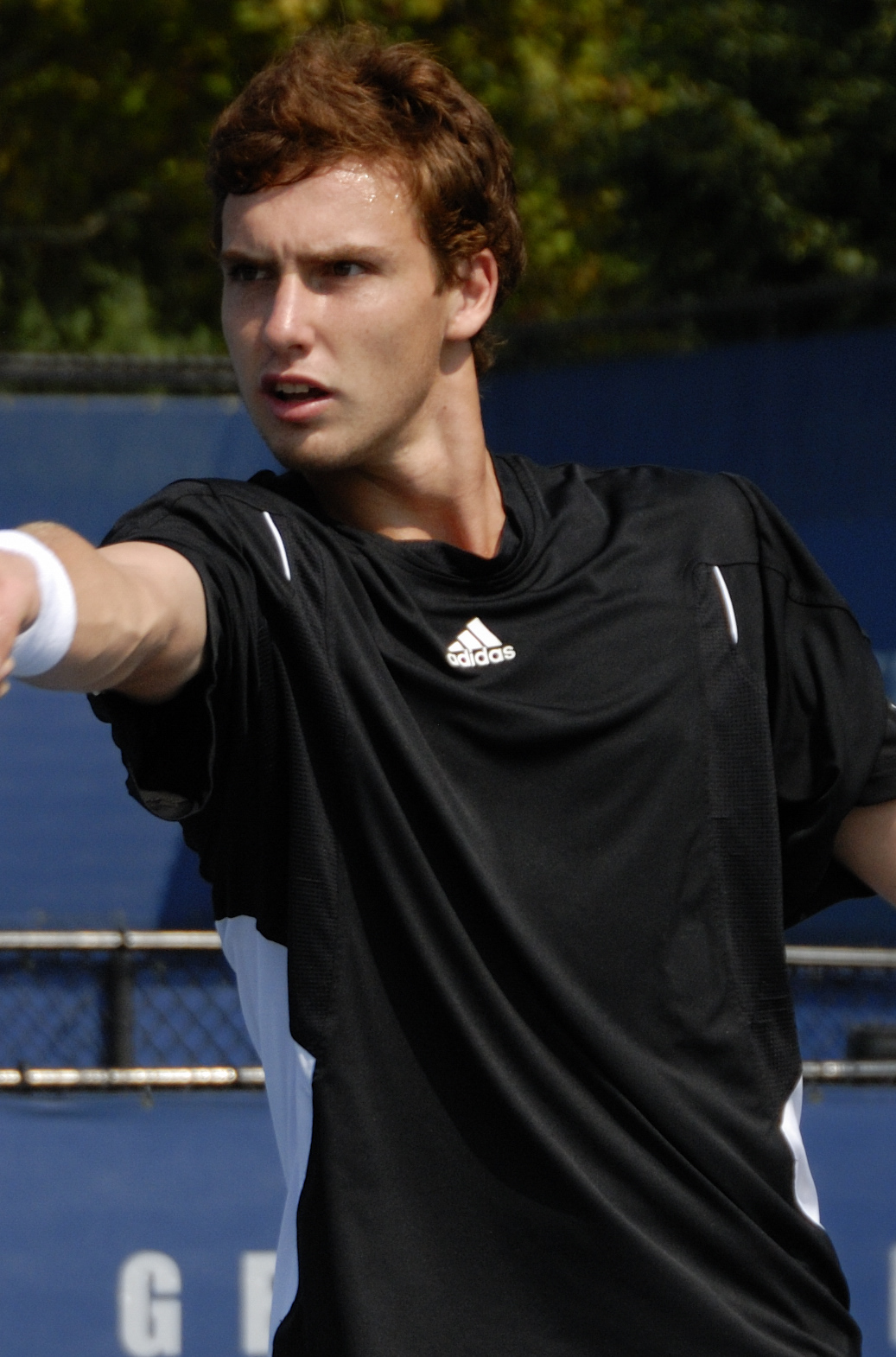
Ernests Gulbis en 2008.
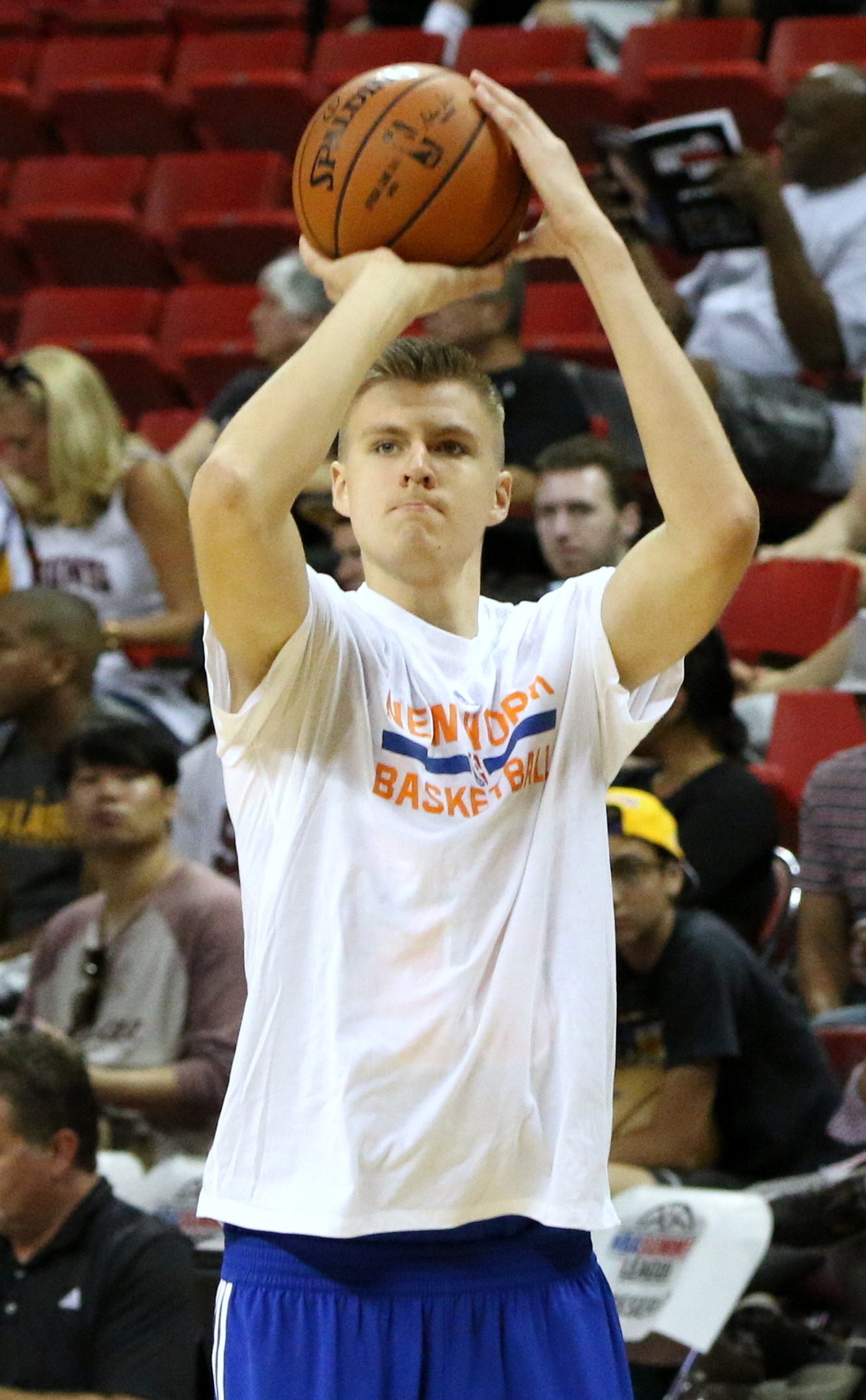
Kristaps Porziņģis.
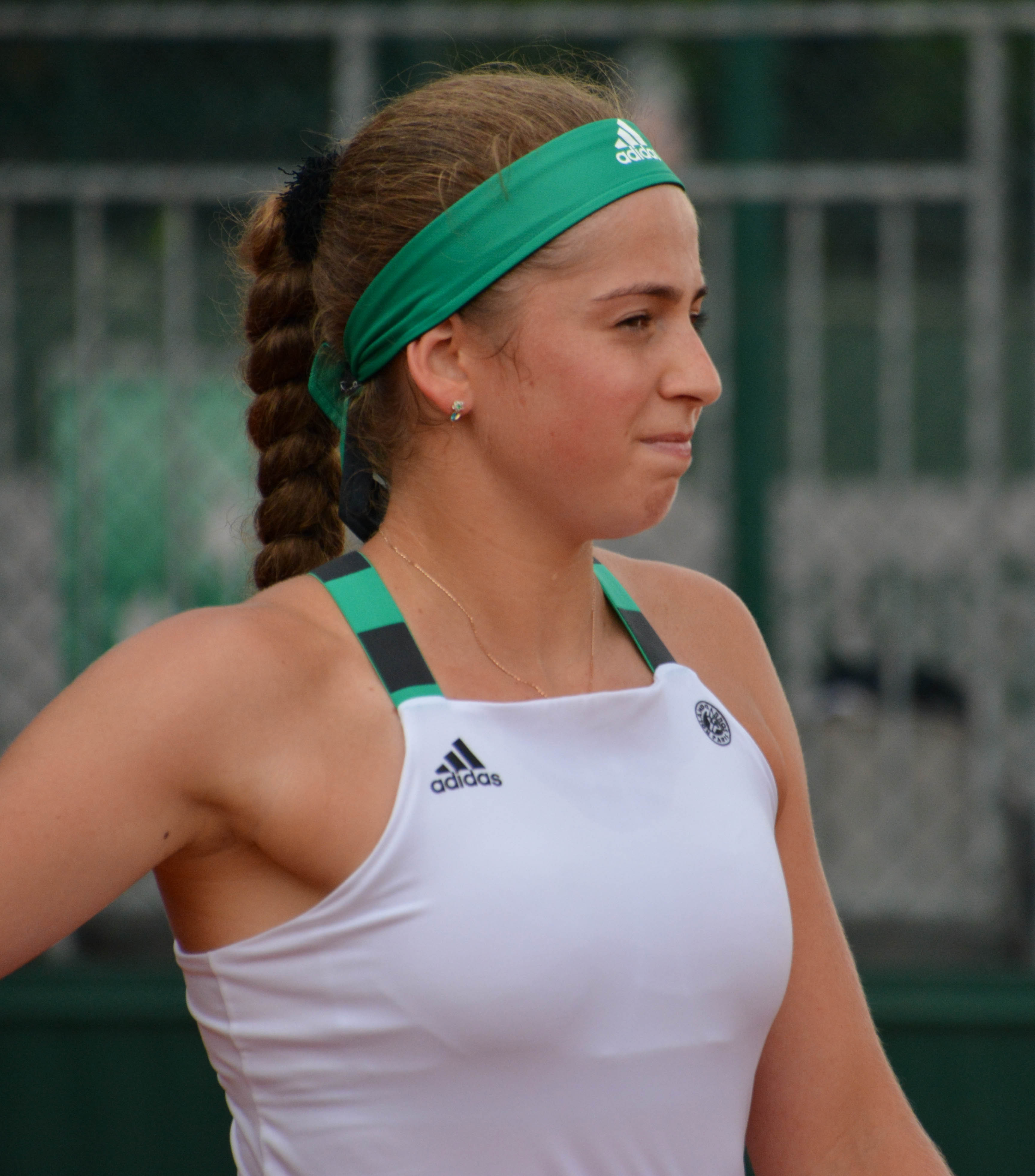
Jeļena Ostapenko à Roland Garros en 2017.

## Économie

Évolution du PIB réel par habitant en Estonie, Lettonie et Lituanie depuis 1973.

Les pays baltes, dont l'Estonie, sont réputés être ou avoir été (de 2000 à 2006) les Tigres de la Baltique.
La monnaie officielle du pays est l'euro depuis le 1er janvier 2014. Son ancienne devise, le lats, fut liée à l'euro dans le cadre du mécanisme de taux de change européen (MCE II) à partir du 2 mai 2005 jusqu'à son remplacement au cours de 1 euro pour 0,702 804 LVL.
En 2009, la prévision de récession économique causée par la crise financière de 2008 est de 12 à 15 %. En décembre 2008, l'Union européenne et le FMI lui ont apporté une aide de 7,5 milliards d'euros, répartie sur trois ans et conditionnée à une réduction drastique des dépenses de l'État.
L'entrée dans la zone euro était prévue pour l'année 2008, mais n'a pas été possible en raison de la crise financière de 2008 et de la trop forte inflation. Un nouvel objectif a été fixé pour 2014. Ce dernier a été atteint : la Lettonie a réussi à remplir les cinq critères du traité de Maastricht pour entrer le 1er janvier 2014 dans la zone euro et ainsi devenir son 18e membre.
La Lettonie investit tout particulièrement le secteur bancaire pour trouver sa place dans la mondialisation. Le ratio de transactions bancaires et financières est évalué par les banques centrales européennes dans un rapport à 242 000 euros par habitant, un niveau qualifié d’« hallucinant » au regard du salaire moyen des habitants (290 euros par mois). Certaines banques lettonnes, y compris la banque centrale, ont été mêlées à des scandales de blanchiment d'argent.
En décembre 2011, date de fin du plan d'aide financière sur trois ans au pays, la Lettonie n'a emprunté que 4,36 milliards d'euros sur les 7,5 prévus. En mai 2012, Standard & Poor's remonte la note financière de la Lettonie de BB+ à BBB-.
En 2024, la Lettonie est classée en 42e position pour l'indice mondial de l'innovation.

## Culture

### Langues
- 100,0 % — 90,0 %
- 89,9 % — 80,0 %
- 79,9 % — 70,0 %
- 69,9 % — 60,0 %
- 59,9 % — 50,0 %

Référendum de 2012 sur la langue russe.
Pour
100,0 % — 90,0 %
89,9 % — 80,0 %
79,9 % — 70,0 %
69,9 % — 60,0 %
59,9 % — 50,0 %
Contre
50,0 % — 59,9 %
60,0 % — 69,9 %
70,0 % — 79,9 %
80,0 % — 89,9 %
90,0 % — 100,0 %

Les langues couramment utilisées en Lettonie sont le letton (officiel) et le russe.
La langue live a officiellement disparu en 2013.
En septembre 2006, la Saeima a approuvé le projet de loi visant à faire adhérer le pays à l'Organisation internationale de la francophonie. Seul 1 % de la population maîtrise déjà le français, mais les personnes haut placées (dont l'ancienne présidente, longtemps professeur à l'université de Montréal au Canada, Vaira Vīķe-Freiberga) l'utilisent fréquemment, et une évolution grâce à l'enseignement reste donc prévue. La Lettonie est donc devenue observateur de l'organisme en 2008 lors du sommet qui se tint à Québec (Canada).
En 2012, un référendum a proposé plusieurs amendements à la constitution de la Lettonie pour faire du russe la deuxième langue officielle du pays, mais il a été refusé à 74,8 %,.

### Religion
La Lettonie est un pays de tradition luthérienne (70 % de la population en 1945). Mais par des récents sondages, il semblerait que la majorité de la population lettone ne pratique plus. Cependant, par les registres de naissance, il apparaît qu'à peu près les trois quarts de la population s'affilieraient à part équivalente (entre 20 et 25 %) aux trois religions chrétiennes suivantes : le protestantisme (église luthérienne), le catholicisme et l'orthodoxie.

### Musique
Environ la moitié des Lettons soit a suivi les cours d'une école de musique, soit chante dans un chœur, soit sait jouer d'un instrument. L'Opéra national et l'Orchestre symphonique national sont fréquentés par une grande partie de la population. Les premiers opéras ont été organisés à Riga au XVIIIe siècle — la première représentation en letton eut lieu en 1883.
Les festivals nationaux lettons du Chant et de la Danse (Latviesu Dziesmu un Deju Svetki) sont d'importants événements dans la vie culturelle de la Lettonie et ont lieu tous les cinq ans depuis 1873. Les célébrations des chants et danses baltes organisés en Lettonie, en Lituanie et en Estonie ont été primés dans la liste des chefs-d’œuvre du patrimoine oral et immatériel de l’humanité par l'UNESCO. En 2014, Riga a été la capitale européenne de la culture conjointement avec Umeå (Suède) et a accueilli de nombreuses festivités culturelles.

### Littérature

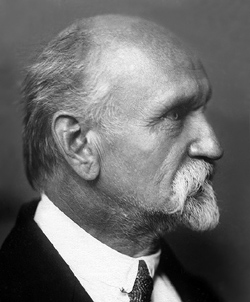
Rainis.

Rainis est un écrivain et poète letton surnommé le « Goethe letton » en raison de l'ampleur de son œuvre.
Vizma Belševica est une poétesse et écrivaine lettone du XXe siècle. Ses premiers ouvrages lui attirent les remontrances des autorités de l'époque, qui lui reprochent de ne pas respecter les thèmes officiels de l'Union soviétique.
La fiction La Fabrique des salauds de l'écrivain allemand Chris Kraus, inspirée par son histoire familiale, dépeint l’univers formé par les minorités allemandes peuplant les pays baltes (le Baltikum) et en particulier la saga d'une famille à Riga dans les années précédant la Seconde Guerre mondiale.

### Cinéma, théâtre
Le festival de cinéma Arsenāls s'est déroulé à Riga au mois de septembre de 1986 à 2012.
Le festival letton de drame contemporain « Insight », en mars, célèbre les acteurs montants du drame contemporain.
Le festival cinématographique bisannuel Lielais Kristaps a été fondé en 1977.
Le festival cinématographique bisannuel Riga International Film Festival 2ANNAS (en) a été fondé en 1996.

### Fêtes et jours fériés
| Date            | Nom français                                   | Nom local                                    | Remarques                                                      |
| --------------- | ---------------------------------------------- | -------------------------------------------- | -------------------------------------------------------------- |
| 1er janvier     | 1er de l'an                                    | Jaungada diena                               |                                                                |
| Vendredi saint  | Vendredi saint                                 | lielā piektdiena                             | Vendredi saint se dit lielā piektdiena : « le grand vendredi » |
| Lundi de Pâques | Lundi de Pâques                                | Otrās Lieldienas                             | Pâques se dit Lieldienas : « les grands jours »                |
| 1er mai         | Fête du travail                                | Darba svētki                                 |                                                                |
| 4 mai           | Indépendance de 1990                           | Neatkarības deklarācijas pasludināšana diena |                                                                |
| 23 juin         | Fête de Ligo                                   | Līgo svētki ou Zāļu diena                    | fête du solstice d'été qui s’enchaîne avec la Saint-Jean       |
| 24 juin         | Saint-Jean                                     | Jāņu diena                                   |                                                                |
| 18 novembre     | Fête nationale (proclamation de la république) | Latvijas republikas proklamēšana diena       | Ou le lendemain en cas de week-end                             |
| 25 décembre     | Noël                                           | Ziemassvētki : « fête de l'hiver »           |                                                                |
| 26 décembre     | Lendemain de Noël                              | Otrie Ziemassvētki                           |                                                                |
| 31 décembre     | Saint-Sylvestre                                | Vecgada diena                                |                                                                |

Les noms de Lieldienas et Ziemassvētki sont originaires de la mythologie lettone et repris par les missionnaires allemands lors de la christianisation.
Autres jours importants :
- 25 mars : Jour de la déportation de 43 000 Lettons vers les camps du goulag de Sibérie
- 14 juin : Génocide soviétique dans la nuit du 13 au 14 juin 1941
- 17 juin : Journée d'occupation soviétique 1940
- 4 juillet : Journée du massacre juif dans la synagogue de la rue Gogol en 1941
- 11 août : Traité de paix de 1920 avec la Russie bolchevique
- 6 septembre : Jour de la reconnaissance par Moscou de la république de Lettonie en 1991
- 23 août : Journée de commémoration du Pacte germano-soviétique
- 10 novembre : Mārtiņi (Saint-Martin) qui marque le début de l'hiver et la fin de la saison laborieuse.